# NHL 09
NHL 09 est un jeu vidéo de hockey sur glace tiré de la ligue nord-américaine. Ce jeu a un nouveau mode: "Deviens Pro" où le joueur pourra créer son propre personnage qui débutera dans la LAH et évoluera jusqu'à la LNH et sera accompagné au long de sa carrière. Les entraîneurs pourront vous évaluer sur 50 catégories différentes. Cette édition 2009 ajoute aussi les championnats européens et russes. Il est disponible sur PlayStation 3, sur Xbox 360 et sur PC. Il est la création du studio de Vancouver d'Electronic Arts. Ce jeu a notamment gagné douze sports game of the year awards (prix du jeu de sport de l'année). Dion Phaneuf des Flames de Calgary figure sur la couverture du jeu.

## Nouveautés
- Possibilité de jouer avec les commandes de NHL '94
- Ajout de ligues européennes dont la Superliga russe
- Ajout de l'équipe du centenaire des Canadiens de Montréal
- Mode Be a pro (deviens pro) qui permet de faire progresser un joueur pendant dix saisons

## Bande-son
| Bande son NHL 2009                    | Bande son NHL 2009     |
| Artiste                               | Chanson                |
| ------------------------------------- | ---------------------- |
| Airbourne                             | Runnin' Wild           |
| Apocalyptica featuring Tomoyasu Hotei | Grace                  |
| Avenged Sevenfold                     | Afterlife              |
| Billy Talent featuring Anti-Flag      | Turn Your Back         |
| Black Tide                            | Warriors of Time       |
| Bullet for My Valentine               | Hearts Burst into Fire |
| Coheed and Cambria                    | The Running Free       |
| From First to Last                    | Two As One             |
| Johnossi                              | Execution Song         |
| Millencolin                           | Done Is Done           |
| Panic! at the Disco                   | Nine in the Afternoon  |
| Phantom Planet                        | Do the Panic           |
| Protest the Hero                      | The Dissentience       |
| Sons and Daughters                    | Gilt Complex           |
| The Elms                              | The Shake              |
| The Kills                             | Cheap and Cheerful     |

## Accueil
- Jeuxvideo.com : 16/20 (PS3/X360)[2]